# المجموعة المستقلة (كينيا)
المجموعة المستقلة لأعضاء المجلس التشريعي كانت حزبًا سياسيًا يمينيًا في كينيا.

## التاريخ
بقيادة لويلين بريجز،  كانت المجموعة المستقلة حزبًا أوروبيًا دعا إلى منح المناصب الوزارية دون مراعاة للتركيب العرقي لمجلس الوزراء، باستخدام شعار «الجدارة والقدرة»،  يسعى فعليًا إلى استبعاد الأفارقة من الحكومة. رشحت عشرة مرشحين للمقاعد الأوروبية الأربعة عشر في الانتخابات العامة لعام 1956، وفازت بثمانية منهم.
في أغسطس 1959، شكل بريجز الحزب المتحد، وضم المجموعة المستقلة مع أعضاء سابقين في حزب الاستقلال الفيدرالي،  الذي فشل في الفوز بمقعد في انتخابات عام 1956.